# Culex phyllados
Culex phyllados is een muggensoort uit de familie van de steekmuggen (Culicidae). De wetenschappelijke naam van de soort is voor het eerst geldig gepubliceerd in 2008 door Hutchings & Sallum.